# O Homem Que Sonhava Colorido
O Homem Que Sonhava Colorido é uma telenovela brasileira produzida pela TV Tupi e exibida de 1 de abril a junho de 1968 às 18h15. Foi escrita por Sylvan Paezzo e dirigida por Antônio Abujamra.
Foi uma das quatro telenovelas da série "As Quatro Estações do Amor".

## Sinopse
Em Barão da Serra, uma pequena cidade do interior, vive um garçom (Juca de Oliveira), rapaz com muita imaginação, que se apaixona por Flor (Débora Duarte), filha de um senador, ao vê-la em uma fotografia. Em seus sonhos, ele passa a namorá-la. Um dia, o senador e sua filha, chegam de visita à cidadezinha.

## Elenco
- Débora Duarte- Flor
- Juca de Oliveira- garçom